# Дюсяново
Дюся́ново (рос. Дюсяново, башк. Дүсән) — село у складі Біжбуляцького району Башкортостану, Росія. Входить до складу Біккуловської сільської ради.
Населення — 413 осіб (2010; 496 в 2002).
Національний склад:
- татари — 74 %